# Liste der Fahnenträger der rhodesischen Mannschaften bei Olympischen Spielen
Die Liste der Fahnenträger der rhodesischen Mannschaften bei Olympischen Spielen listet chronologisch alle Fahnenträger rhodesischer Mannschaften bei den Eröffnungsfeiern Olympischer Spiele auf.

## Liste der Fahnenträger
| Mannschaft        | Veranstaltung | Fahnenträger (EF) | Fahnenträger (AF) |
| ----------------- | ------------- | ----------------- | ----------------- |
| 1928 in Amsterdam | Sommerspiele  |                   |                   |
| 1960 in Rom       | Sommerspiele  |                   |                   |
| 1964 in Tokio     | Sommerspiele  | Lloyd Koch        |                   |

Anmerkung: (EF) = Eröffnungsfeier, (AF) = Abschlussfeier

## Statistik
| Rang    | Sportart | EF | AF | ∑ |
| ------- | -------- | -- | -- | - |
| 1       | Hockey   | 1  | 0  | 1 |
| Gesamt: | Gesamt:  | 1  | 0  | 1 |

| Rang            | Sportart | EF | AF | ∑ |
| --------------- | -------- | -- | -- | - |
| keine Teilnahme |          |    |    |   |
| Gesamt:         | Gesamt:  | 0  | 0  | 0 |

| Rang    | Sportart | EF | AF | ∑ |
| ------- | -------- | -- | -- | - |
| 1       | Hockey   | 1  | 0  | 1 |
| Gesamt: | Gesamt:  | 1  | 0  | 1 |